# Dangerously in Love
Dangerously in Love je první sólové album americké zpěvačky Beyoncé, které vyšlo v roce 2003. Z alba pocházejí i úspěšné singly Crazy in Love, Naughty Girl a Me, Myself and I.
Beyoncé byla první ze skupiny Destiny's Child, ve které vystupovala, která vydala sólovou desku.
Album se v USA dostalo na první místo prodejní hitparády, kde se jej prodala přes čtyři miliony kusů, celosvětově se pak alba prodalo přes osm milionů kopií. Za album si odnesla Beyoncé také pět cen Grammy.

## Seznam písní
| Pořadí | Název                                           | Délka |
| ------ | ----------------------------------------------- | ----- |
| 1.     | Crazy in Love (feat. Jay-Z)                     | 3:56  |
| 2.     | Naughty Girl                                    | 3:29  |
| 3.     | Baby Boy (feat. Sean Paul)                      | 4:04  |
| 4.     | Hip Hop Star                                    | 3:43  |
| 5.     | Be with You                                     | 4:20  |
| 6.     | Me, Myself and I                                | 5:01  |
| 7.     | Yes                                             | 4:19  |
| 8.     | Signs (feat. Missy Elliott)                     | 4:59  |
| 9.     | Speechless                                      | 6:00  |
| 10.    | That's How You Like It (feat. Jay-Z)            | 3:40  |
| 11.    | The Closer I Get to You (feat. Luther Vandross) | 4:57  |
| 12.    | Dangerously in Love 2                           | 4:54  |
| 13.    | Beyoncé Interlude                               | 0:16  |
| 14.    | Gift from Virgo                                 | 2:46  |
| 15.    | Daddy                                           | 4:57  |

## Umístění ve světě
| Stát           | Umístění |
| -------------- | -------- |
| USA            | 1        |
| Kanada         | 1        |
| Čína           | 1        |
| Nizozemsko     | 1        |
| Německo        | 1        |
| Řecko          | 1        |
| Filipíny       | 1        |
| Velká Británie | 1        |
| Austrálie      | 2        |
| Mexiko         | 2        |
| Švýcarsko      | 2        |
| Rakousko       | 3        |
| Finsko         | 6        |
| Nový Zéland    | 8        |
| Švédsko        | 11       |
| Francie        | 14       |